# MasterChef (Verenigde Staten)
Masterchef is een Amerikaans tv-programma, naar het format van een in oorsprong Brits programma, MasterChef, waarin een groep amateurkoks strijdt om de titel van 'Masterchef'. Het programma wordt uitgezonden op Fox, waar het op 27 juli 2010 in de programmatie de plaats innam van een andere kookwedstrijd, Hell's Kitchen.
De oorspronkelijke jury bestond uit de Brit Gordon Ramsay (die de Amerikaanse versie van de serie mee creëerde en de bedenker en presentator was van Hell's Kitchen) en de Amerikanen Graham Elliot en Joe Bastianich. Vanaf het zesde seizoen nam Christina Tosi de plaats in van Bastianich als jurylid, jurylid Elliot werd in het zevende seizoen vervangen door meerdere gastjuryleden (Aarón Sanchez, Wolfgang Puck, Edward Lee, Kevin Sbraga, Richard Blais en Daniel Boulud) en vanaf het achtste seizoen door Aarón Sanchez. Het negende seizoen wordt op Fox uitgezonden vanaf 30 mei 2018.
De winnaar van het programma wint $ 250.000, de uitgave van een eigen kookboek en een MasterChef trofee.

## Jury
- Gordon Ramsay (seizoen 1-13)
- Graham Eliot (seizoen 1-6)
- Joe Bastianich (seizoen 1-5, 9-13)
- Christina Tosi (seizoen 6-8)
- Aaron Sanchez (seizoen 7-13)
- Wolfgang Puck (seizoen 7)
- Edward Lee (seizoen 7)
- Kevin Sbraga (seizoen 7)
- Richard Blais (seizoen 7)
- Daniel Boulud (seizoen 7)